# Танець в Австралії
Танець в Австралії включає в себе дуже багато стилів, від аборигенних до традиційного австралійського танцю «буш» та від класичного балету та бальних танців до сучасних танців та мультикультурних танцювальних традицій з 200 національностей, представлених в Австралії.
Найвідоміші австралійські танцівники: Едуард Бровански, Роберт Хелпман та Пол Меркуріо.
В Австралії діє Австралійська танцювальна рада (англ. Australian Dance Council, Ausdance) — організація, яка створена для підтримки танців в Австралії, з 1997 року котра нагороджує Австралійською танцювальною премією.

## Танці австралійських аборигенів

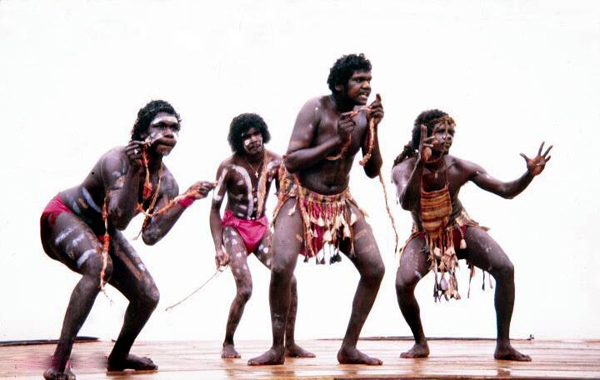
Танцівники-аборигени, 1981 рік.

Традиційні танці австралійських аборигенів супроводжувались піснями та представляли собою театральну виставу часів сновидінь. Інколи люди в танці імітували поведінку тварин, котрі з'являлись в розповідях. Для людей в їх країні танці визначались ролями, обов'язками та самим місцем мешкання. Ці ритуальні вистави давали аборигенам розуміння свого місця у взаємодії соціальної, географічної та природних сил. Ці вистави були прив'язані до певних місць, та танцювальні майданчики часто були священними місцями. Прикраси та специфічні жести залежали від роду танцівника (наприклад це відноситься до істот часів сну, з котрими пов'язані окремі обличчя та групи). Для більшості австралійських аборигенів ці танці були священними таїнствами. Стать також мала значення: чоловіки та жінки підкорювались різноманітним обрядовим традиціям.
Для позначення традиційних танців аборигенів використовується термін корроборі (англ. corroboree), котрий походить від лексикону мешканців Сіднейського регіону. В ряді міст австралійські аборигени виконують танці «корроборі» для туристів.
В кінці ХХ століття сценічні та сучасні танці в Австралії знаходяться під впливом традиційних танців австралійських аборигенів. Частково це пов'язано з діяльністю Національної асоціації розвитку навичок аборигенів та остров'ян Австралії (англ. National Aboriginal Islander Skills Development Association), котрі проводять навчання австралійських аборигенів танцям, а також з появою театру танцю Бангарра.

## Інші види танців

Сер Роберт Хелпман, австралійський танцівник ХХ століття.

Танець "буш" розвивався в Австралії як форма народних танців, вони копіювали народні танці Англії, Шотландії, Ірландії та інших європейських країн. Улюбленими танцями в громадах були танці європейського походження — ірландський  Кейлі «Гордість Ерін» (англ. Pride of Erin) та кадріль «The Lancers». Локально виниклими танцями називають «Звуки Бонді» (англ. Waves of Bondi), мельбурнський шаффл (англ. Shuffle) та танець нью-вог (англ. New Vogue).
Приїжджаючи, мігранти привозили з собою танцювальні традиції своїх країн. Завдяки ентузіазму мігрантів та їх родин, в Австралії з'явились традиційні танці цілком різних народів. Так, доволі часто можна побачити в Австралії прибалтійські, шотландські, ірландські, індійські, індонезійські або африканські народні танці, котрим можна навчитись в громадських центрах та танцювальних школах Австралії.
Тим не менш більшість танцювальних гуртів використовують танці різноманітного походження, включаючи навіть європейські придворні танці та середньовічні танці, а також змішання традиційних кроків і сучасної музики та стилю.
Австралійський балет (англ. The Australian Ballet) є трупою танцівників класичного балету в Австралії. Вона була заснована в 1962 році англійською балериною Пеггі ванн Праа та на сьогоднішній день визнана однією з найбільших в світі міжнародних балетних труп. Трупа знаходиться в Мельбурні та пропонує публіці як постановки класичного репертуару, так і сучасні роботи австралійських та закордонних хореографів. Так, починаючи з 2010 року трупа показала глядачам більше ніж 200 вистав в різноманітних міст та регіонах по всій Австралії і в закордонному турне. Постійні виступи відбуваються в мельбурнському Центрі мистецтв (англ. The Arts Centre), в Сиднейському оперному театрі (англ. Sydney Opera House), в Сиднейському театрі (англ. Sydney Theatre), в Фестивальному Центрі (англ. Adelaide Festival Centre) в Аделаїді та в Квінслендському центрі виконуючих мистецтв (англ. Queensland Performing Arts Centre)